# Avy Marciano
Pour les articles homonymes, voir Marciano.
Avy Marciano est un acteur, chanteur et musicien français d'origine italienne, né le 1er novembre 1972 à Marseille.

## Biographie
Il est principalement connu pour son rôle de Samuel Devos, dans la série Sous le soleil, diffusée sur TF1 entre 1996 et 2008, dont il enregistre le générique composé par Lionel Florence et Pascal Obispo. Son personnage meurt après quatre saisons puis il revient, dans les septième et huitième saisons, sous les traits de David Callas.
En 2010, il intègre la distribution de la série Plus belle la vie, diffusée quotidiennement sur France 3. Il y incarne Sacha Malkavian, un personnage récurrent.
En 2010, il joue le mari de l'actrice Caroline Santini (dans son rôle de Rebecca Malkavian) qu'il retrouve dans la série de TF1, Interventions, quatre ans plus tard également dans le rôle de son mari.
En 2014, il participe à la composition du second album d'Irma, chanteuse camerounaise révélée sur internet en 2011, intitulé Faces, notamment pour la chanson Here Me Out.
En décembre 2021, il annonce qu'il quitte définitivement Plus belle la vie, lassé par le peu d'évolution de son personnage de Sacha.

## Filmographie

### Cinéma
- 2000 : En vacances d'Yves Hanchar : Alexandre Bertini
- 2002 : Respiro de Emanuele Crialese : Olivier, l'homme sur le bateau
- 2004 : Doo Wop de David Lanzmann : François
- 2005 : Cavalcade de Steve Suissa : Thomas
- 2010 : Le Bruit des glaçons de Bertrand Blier : l'homme du couple visiteur
- 2012 : Bienvenue aux Acteurs Anonymes de Mathias Gomis : lui-même
- 2017 : Numéro une de Tonie Marshall : Yves Lafferière

### Télévision
- 1996 : Studio Sud : Manu
- 1996-1998 / 2002-2007 : Sous le soleil : Samuel Devos / David Callas
- 2007 : Off Prime : Jean-Luc
- 2010 : Section de recherches : Gilles (saison 5, épisode 11)
- 2010 : Strictement platonique : Dario
- 2010 : Engrenages : l'agent immobilier (saison 3, épisode 4)
- 2010-2021 : Plus belle la vie : Sacha Malkavian (saisons 7 à 18, 940 épisodes)
- 2014 : Interventions d'Éric Summer : le mari de Vanessa (saison 1, épisode 4)
- 2015 : Mes chers disparus de Stéphane Kappes : Malouin
- 2016 : La Tueuse caméléon de Josée Dayan : ?
- 2017 : Le Sang des Îles d'Or de Claude-Michel Rome : Frédéric Morand
- 2018 : Léo Matteï, Brigade des mineurs de Tristan Aurouet : le procureur (saison 5, épisodes 1 et 2)
- 2019 : La Stagiaire : Guillaume Delorme (saison 4, épisode 2)
- 2019 : Camping Paradis : Chris
- 2020 : Profilage : Xavier Fournier (saison 10, épisodes 5 et 6)
- 2020 : Joséphine, ange gardien : Bruno (épisode Mon fils de la Lune)
- 2020 : Commissaire Magellan : Stéphane Larrieux (épisode Mortel refrain)
- 2021 : Meurtres sur les îles du Frioul de Sylvie Ayme : Sylvain Verdier
- 2021 : Astrid et Raphaëlle : Docteur Meir-Shana (épisode Golem)
- 2021 : Une si longue nuit de Jérémy Minui : Me Garcia Lopez (mini-série)
- 2022 : L'Impasse de Delphine Lemoine
- 2023 : Léo Matteï, Brigade des mineurs (saison 10, épisodes 5 et 6)
- 2024 : Ici tout commence : Paul Garnier (saison 4)

## Théâtre
- 1995 : Nous n'irons pas à Rio de Pierre-Marie Dupré
- 1996 : Les Comploteurs de Pierre-Marie Dupré
- 1997 : Slim de Xavier Durringer
- 1997 : Le Premier d'Israël Horovitz
- 1998 : L'indien cherche le bronx d'Israël Horovitz
- 2008 : Oscar comédie de Claude Magnier
- 2009 - 2010 : Hors piste d'Éric Delcourt
- 2019 : Une heure avant le mariage d'Éric Delcourt, festival off d'Avignon